# Chaetura
Chaetura és un gènere d'ocells de la família dels apòdids (Apodidae). Aquests falciots habiten en totes dues Amèriques, incloent-hi les Antilles i Amèrica Central.

## Llista d'espècies
Aquest gènere està format per 10 espècies:
- falciot cuaespinós de cua curta (Chaetura brachyura).[3]
- falciot cuaespinós de Chapman (Chaetura chapmani).[4]
- falciot cuaespinós cendrós (Chaetura cinereiventris).
- falciot cuaespinós egregi (Chaetura egregia).
- falciot cuaespinós de Costa Rica (Chaetura fumosa).
- falciot cuaespinós de les Petites Antilles (Chaetura martinica).
- falciot cuaespinós meridional (Chaetura meridionalis).
- falciot cuaespinós de les xemeneies (Chaetura pelagica).
- falciot cuaespinós de carpó blanc (Chaetura spinicaudus).
- falciot cuaespinós de Vaux (Chaetura vauxi).